# 犹太亚洲时报
《犹太亚洲时报》（Jewish Times Asia），是一份由犹太人创办，报道亚洲地区事务的猶太人社群报纸。创刊于2006年，是亚洲地区第一份独立为犹太居民、商务旅客和旅游者提供信息与服务的社群报纸。随着犹太人在该地区居住人数的持续增长，以及更多犹太社区的建立，该报纸发挥的作用也日益显著。 
《犹太亚洲时报》作为一个信息平台，主要为读者，特别是为犹太居民提供一些当地和国际的新闻资讯，与犹太社区相关的一些热点话题，对一些事件的见解和评论，以及有关文化和艺术的消息。间或介绍一些犹太人的节日和纪念日，如犹太人的新年、赎罪日、独立日等对犹太人来说十分重要的节日，让更多的人能够了解犹太人的文化。它还向读者推荐一些好的书籍，包括环境类、科学技术类、历史类等。此外，会介绍亚洲地区犹太社区的相关信息和情况。亚洲地区的犹太人社区主要分布在中国、韩国、日本、新加坡等国家。该报还为犹太居民，家庭和商业服务项目提供广泛的分类广告，让他们及时了解有关信息，同时会帮助在犹太社区成员间传递祝福和问候。
《犹太亚洲时报》为月刊，采用A3小报式的形式，彩色印刷。该报正式注册为香港特区政府的报纸。报纸的名称和版权归犹太亚洲时报有限公司所有。该报的创办人是菲利普·杰伊，他同时也是该报的出版商和总编辑。
《犹太亚洲时报》主要在私人住宅和该地区的犹太人组织中分发。犹太人组织主要包括犹太会堂、犹太社区中心、学校、俱乐部和各种各样的协会。该报的副页会邮寄给以色列企业的所有执行長和董事长，同时也会寄给在香港的以色列商会成员。分发的部门还有所有以色列大使馆、領事館，以及来往于亚洲和以色列之间的以色列航空公司。报纸亦选择性的被投放到其他地方，例如社区中心、犹太超市、犹太餐馆和展销会场地。展销场地包括广交会、美容展、珠宝和手表展销会、IT和电信博览会等。另外，一些与以色列和犹太社区有着密切关系的非犹太居民和企业通常也会获赠该报。

## 外部連結
- Jewish Times Asia电子版 （页面存档备份，存于）